# Monceaux-au-Perche
Monceaux-au-Perche település Franciaországban, Orne megyében. Lakosainak száma 64 fő (2018. január 1.). Monceaux-au-Perche Longny-au-Perche, Bizou, Cour-Maugis-sur-Huisne, Longny les Villages és Saint-Victor-de-Réno községekkel határos.

## Népesség
A település népességének változása:
| Lakosok száma | 103  | 90   | 91   | 87   | 61   | 84   | 77   | 71   | 66   | 64   |
|               | 1962 | 1968 | 1975 | 1982 | 1990 | 2008 | 2013 | 2015 | 2017 | 2018 |